# جورج فوكس (لاعب كريكت)
جورج فوكس (20 فبراير 1867 في المملكة المتحدة - 29 أكتوبر 1920 في المملكة المتحدة) (بالإنجليزية: George Fox)‏ هو لاعب كريكت نيوزلندي.

## وصلات خارجية
- جورج فوكس على موقع إي آس بي آن كريك إنفو (الإنجليزية)